# Branchinecta rocaensis
Branchinecta rocaensis är en kräftdjursart som beskrevs av Cohen 1982. Branchinecta rocaensis ingår i släktet Branchinecta och familjen Branchinectidae. Inga underarter finns listade.